# فریدریش دیتریچی
فریدریش هاینریش دیتریچی (۶ ژوئیه ۱۸۲۱ در برلین – ۱۸ اوت ۱۹۰۳ در برلین) شرق‌شناس و تاریخ‌دان آلمانی بود.

## زندگی
او در دانشگاه‌های هاله و برلین تحصیل کرد، سفرهای زیادی به شرق کرد و در سال ۱۸۵۰ به عنوان دانشیار ادبیات عرب در دانشگاه برلین منصوب شد.
او با پژوهش‌های خود در زبان و ادبیات عرب شناخته شد.
دیتریچی چند کتاب برای کمک به مطالعهٔ زبان‌های شرقی از جمله فرهنگ مختصر قرآن (عربی-آلمانی) منتشر کرد.
او در سال‌های بعد، انرژی خود را بر فلسفهٔ اسلامی متمرکز کرد و آثار فلسفی و روان‌شناختی فارابی را به آلمانی ترجمه کرد. او همچنین رساله‌های اخوان الصفا (انجمن مخفی فلسفی قرن دهم) را در دسترس قرار داد (1883-1886).